# Ordine delle Nuvole e della Bandiera
L'Ordine delle Nuvole e della Bandiera (detto anche Ordine della Bandiera risplendente) è un ordine cavalleresco di Taiwan.

## Storia
L'Ordine è stato fondato il 15 giugno 1935 per ricompensare quanti si siano distinti nella difesa della nazione.

## Classi
L'Ordine dispone delle seguenti classi di benemerenza:
| Grade       | Title                     | Ribbon |
| ----------- | ------------------------- | ------ |
| I classe    | con Gran Cordone speciale |        |
| II classe   | con Gran Cordone          |        |
| III classe  | con Gran Cordone giallo   |        |
| IV classe   | con cravatta speciale     |        |
| V classe    | con cravatta              |        |
| VI classe   | con rosetta speciale      |        |
| VII classe  | con rosetta               |        |
| VIII classe | con nastro speciale       |        |
| IX classe   | con nastro                |        |

## Insigniti notabili
- Claude Auchinleck
- Claire Lee Chennault
- Dwight D. Eisenhower
- Peter Fleming
- James M. Masters, Sr.
- Mohan Shamsher Jang Bahadur Rana
- Archibald Wavell, I conte Wavell
- Harry Yarnell